# 말비나 폴로

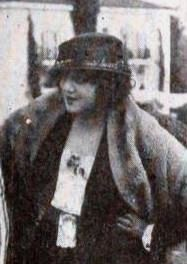

말비나 폴로(Malvina Polo, 1903년 7월 26일 ~ 2000년 1월 6일)는 미국의 배우, 영화배우이다.
미국에서 태어났다.

## 영화
- 파리의 여인 (1923년)
- 어리석은 아낙네들 (1922년)